# Jessica Rafalowski
Jessica Rafalowski, née le 16 mars 1986 à Hartford, est un mannequin, comédienne et styliste américaine d'origine polonaise.

## Biographie
En 2006, elle devient Miss Volusia County USA 2007, puis a été élue Miss Floride USA 2008 en juillet 2007, pour l’élection de Miss USA 2008, finissant dans le top 10.
Jessica est étudiante en marketing et psychologie, diplômée en 2008 à l'Université Stetson à DeLand en Floride.
Elle est d'origine polonaise et parle couramment polonais sa langue maternelle.
Jessica Rafalwski est modèle après son titre de concours de beauté, par la suite elle pose pour le magazine de lingerie Maxim Hot 100 en 2012.
Elle a travaillé dans plusieurs marques de mode comme Maxim, GQ et FHM, a également fait un peu de théâtre en parallèle avec son contrat de mannequinat, qui a inclus des publicités pour GoDaddy.com, Sandals Resort et KFC.